# José Pablo Minor
José Pablo Minor Medrano (Ciudad de México; 23 de marzo de 1991) es un actor mexicano.

## Biografía
Minor nació en la Ciudad de México y vivió parte de su infancia en Cancún, Quintana Roo. Tiene un hermano llamado Luis Rodrigo.
Comenzó su carrera en 1991 con un pequeño papel en la telenovela Muchachitas cuando tan solo era un bebé.
Se inició en el mundo del modelaje a la edad de 13 años en Cancún y también cursó la carrera de Piloto aviador. En 2014 obtuvo el segundo lugar en el certamen El modelo México, versión masculina del concurso  Nuestra Belleza México. Ese mismo año, fue invitado por Lupita Jones a representar a México en el certamen mundial de belleza masculina Mister Mundo que se llevó a cabo en Torbay, Inglaterra del 30 de mayo al 15 de junio de 2014, obteniendo el tercer lugar.
En 2010 fue aceptada su solicitud para estudiar en el Centro de Educación Artística de Televisa (CEA), donde estudió actuación y se graduó en 2012. Durante sus estudios en el CEA actuó en varias obras de teatro escolares y obtuvo pequeñas apariciones en telenovelas como Miss XV y Mentir para vivir. En octubre de 2013 fue anunciado que sería miembro del elenco de la telenovela cómica Qué pobres tan ricos, producción de Rosy Ocampo. En agosto de ese mismo año se integró al elenco de la telenovela producida por Pedro Damián, Muchacha italiana viene a casarse, en donde interpretó el personaje de "Gael Ángeles".
En 2015, participa en la telenovela Pasión y poder, versión de la telenovela producida en 1988 del mismo nombre y en donde compartió créditos con Fernando Colunga y Jorge Salinas.
En 2017, participa en la telenovela Mi marido tiene familia junto a Zuria Vega , Daniel Arenas y Laura Vignatti
A principios de 2018, José Pablo Minor fue elegido por la marca siciliana Dolce & Gabbana presentándose en “la Semana de la moda masculina en Milán”, para modelar los looks de la colección masculina Otoño-Invierno 2018, con el nombre de #DGKingsAngels.

## Trayectoria

### Telenovelas
| Año       | Telenovela                        | Personaje                |
| --------- | --------------------------------- | ------------------------ |
| 2024      | El ángel de Aurora                | Demián Morga             |
| 2024      | Mujeres asesinas                  | Esteban                  |
| 2022-2023 | La mujer del diablo               | Diego Carvajal           |
| 2020-2023 | De brutas, nada                   | Rodrigo Flores           |
| 2019      | Cuna de lobos                     | Miguel Terranova         |
| 2019      | Los Espookys                      | Juan Carlos / Juan Pablo |
| 2017-2018 | Mi marido tiene familia           | Gabriel Mussi Lozano     |
| 2017      | Enamorándome de Ramón             | Santiago Iriarte         |
| 2016      | Sin rastro de ti                  | Luis Lara                |
| 2015-2016 | Pasión y poder                    | David Gómez-Luna Vallado |
| 2014-2015 | Muchacha italiana viene a casarse | Gael Ángeles             |
| 2013-2014 | Qué pobres tan ricos              | Tato                     |
| 2013      | La tempestad                      | Samuel                   |
| 2012      | Miss XV                           | Antonio Hernández        |
| 1991      | Muchachitas                       | Bebé                     |

### Programas
| Año  | Programa             | Personaje                |
| ---- | -------------------- | ------------------------ |
| 2014 | Zona Trendy México   | Conductor                |
| 2013 | Como dice el dicho   | José María / Roberto     |
| 2013 | Gossip Girl Acapulco | Ricardo Ruiz de Hinojosa |

### Cine
| Año  | Película |
| ---- | -------- |
| 2018 | Plan V   |

## Premios y nominaciones

### Premios TVyNovelas
| Año  | Categoría             | Telenovela       | Resultado |
| ---- | --------------------- | ---------------- | --------- |
| 2017 | Mejor actor juvenil   | Sin rastro de ti | Nominado  |
| 2016 | Mejor actor coestelar | Pasión y poder   | Ganador   |